# Pierre-Henry Gauttier du Parc

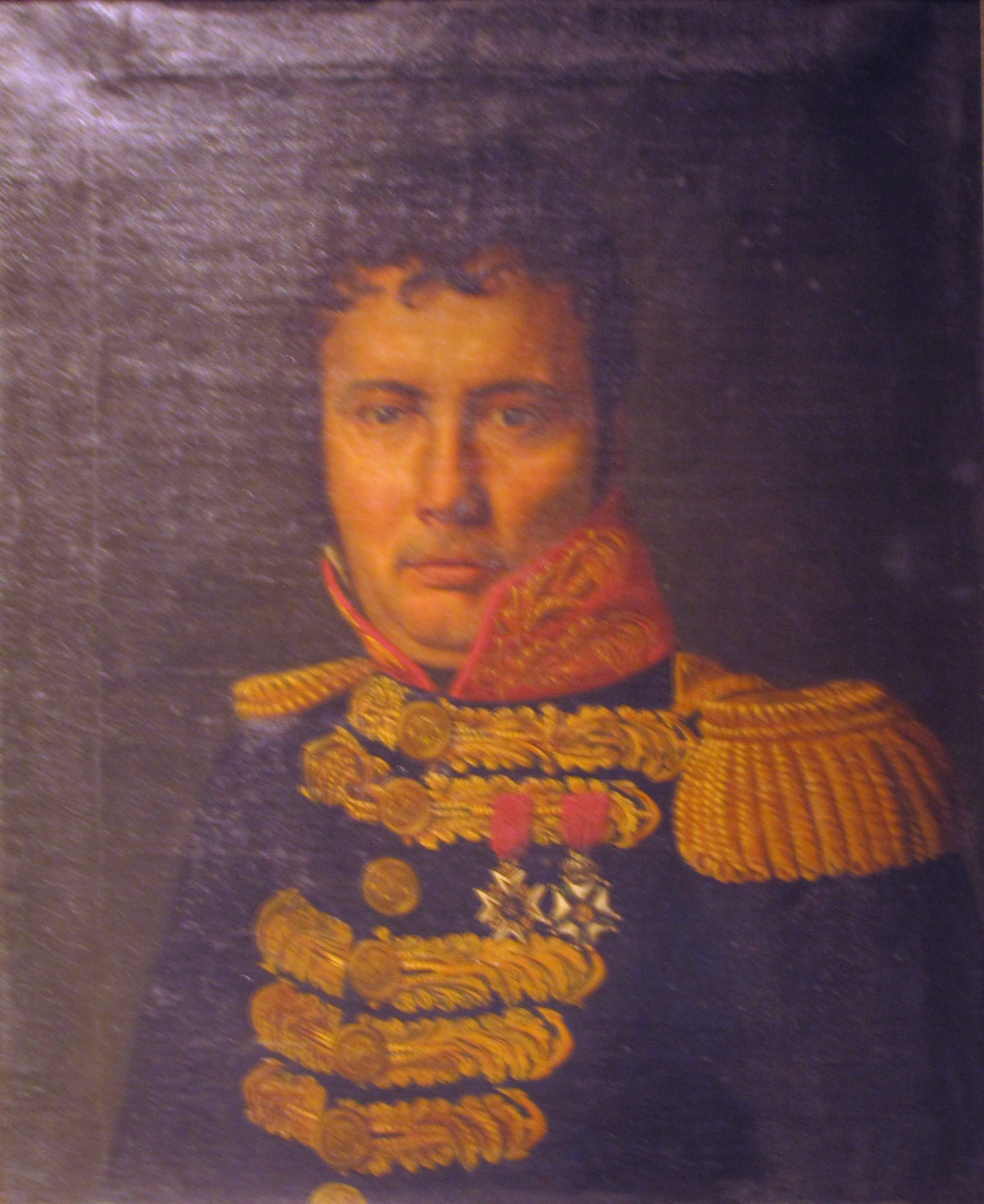
Pierre-Henry Gauttier du Parc

Pierre-Henry Gauttier du Parc (* 16. August 1772 in Saint-Malo; † 13. Dezember 1850) war ein französischer Hydrograph und Marineoffizier zuletzt im Rang eines Konteradmirals.

## Biografie

### Familie
Pierre-Henry Gauttier du Parc war der Sohn des Reeders Pierre-Henri Gauttier und seiner Frau Perrine Loyson de la Rondinière, Tochter von Mathieu Loyson de La Rondinière (1710–1773). Er war mit dem Diplomaten Édouard Gauttier d’Arc verwandt.
Er war mit Marie Gauttier verheiratet. Aus der Ehe gingen drei Kinder hervor.

## Die Venus von Milo
Pierre-Henry Gauttier du Parc führte mehrere hydrographische Erkundungsfahrten im Mittelmeer durch. Zunächst ab dem 4. März 1815 als Fregattenkapitän und Kommandant des Lastschiffs Marsouin und dann nochmals als Kommandant der La Chevrette fünf Jahre später. Während dieser Reise ankerte er am 16. April 1820 im Hafen von Milos. Bei dieser Gelegenheit erfuhren er und der unter ihm dienende Fähnrich Jules Dumont d’Urville, dass ein auf der Insel ansässiger Bauer eine prächtige, offenbar antike Statue entdeckt hatte. Im Anschluss nahmen Gauttier und Dumont D’Urville Kontakt zum französischen Botschafter, den Marquis de Rivière in Konstantinopel auf, was letztlich zum Ankauf der Statue, die hiernach Venus von Milo genannt wurde, für König Ludwig XVIII. führte, der sie dann im Louvre ausstellen ließ.

## Auszeichnungen
- Ritter der Ehrenlegion am 1. August 1814.
- Ordre royal et militaire de Saint-Louis am 1. August 1816.